# Rivula manuselensis
Rivula manuselensis är en fjärilsart som beskrevs av Louis Beethoven Prout 1922. Rivula manuselensis ingår i släktet Rivula och familjen nattflyn. Inga underarter finns listade.